# Nationalsozialistisches Fliegerkorps
Das Nationalsozialistische Fliegerkorps (NSFK) war eine paramilitärische nationalsozialistische Organisation.
Das NSFK wurde am 17. April 1937 durch Führererlass geschaffen. Es war Rechtsnachfolger des Deutschen Luftsportverbands (DLV e. V.), der von 1933 bis 1937 die Aufgaben der militärischen Flugausbildung – zunächst als Luftsport getarnt – durchführte. Nach der Offenlegung der Luftwaffe übernahm er sie im Rahmen der militärischen Luftgaureserve.
Das NSFK war formaljuristisch eine selbstständige Körperschaft des öffentlichen Rechts, jedoch mit der NSDAP verbunden, und wurde von ihr im Organisationsbuch als Nebengliederung geführt.
Das NSFK wurde mit dem Kontrollratsgesetz Nr. 2 Auflösung und Liquidierung der Naziorganisationen als nationalsozialistische Organisation verboten. Das Vermögen wurde eingezogen und die Wiedergründung untersagt. Das NSFK-Abzeichen zählt in der Bundesrepublik Deutschland zu den verfassungsfeindlichen Propagandamitteln. Sein Herstellen, öffentliches Tragen oder Verbreiten ist gemäß § 86a StGB verboten.
Die Ansprüche auf Rentenversorgung ehemaliger hauptamtlicher NSFK-Angehöriger konnten 1957 in einem Musterprozess eingeklagt werden.

## Vorgeschichte
Die erste Gründung des Nationalsozialistischen Fliegerkorps erfolgte am 1. Januar 1932 als eingetragener Verein. Nach der Machtergreifung im Jahre 1933 wurde der gesamte Luftsport in Deutschland neu geordnet. Die meisten Gruppen und Organisationen des Luftsports wurden zwangsweise aufgelöst und, zusammen mit den Fliegerstaffeln der SA, SS und Stahlhelm, unter dem aus dem NS-Fliegerkorps hervorgegangenen Deutschen Luftsportverband (DLV) zusammengefasst. Hinzu kamen aus der Reichswehr formell ausgeschiedene Soldaten als Fliegerschaft. Erster Präsident wurde Bruno Loerzer, ein Freund Hermann Görings und Jagdflieger im Ersten Weltkrieg.  Letztendlich war der DLV eine paramilitärische Tarnorganisation zur Aufstellung der Luftwaffe.
Nach der Offenlegung der Luftwaffe im Jahre 1935 wurden zwei Jahre später die im DLV verbliebenen Organisationen in das neu gegründete Nationalsozialistisches Fliegerkorps (NSFK) überführt. Damit war die Ausübung des Luftsports im Deutschen Reich nur nach den Richtlinien des Korpsführers des NSFK möglich.

## Im Nationalsozialismus

### Organisationsstruktur

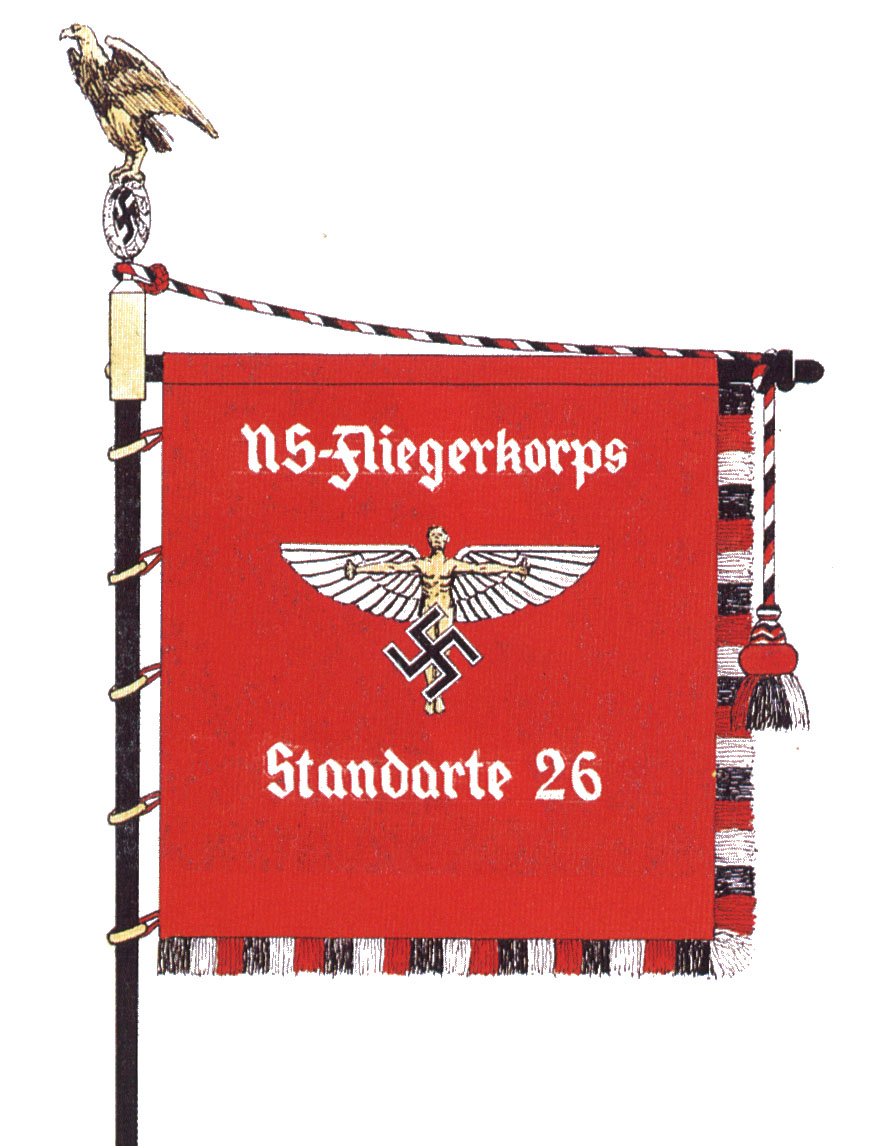
Standarte mit dem Symbol des NSFK

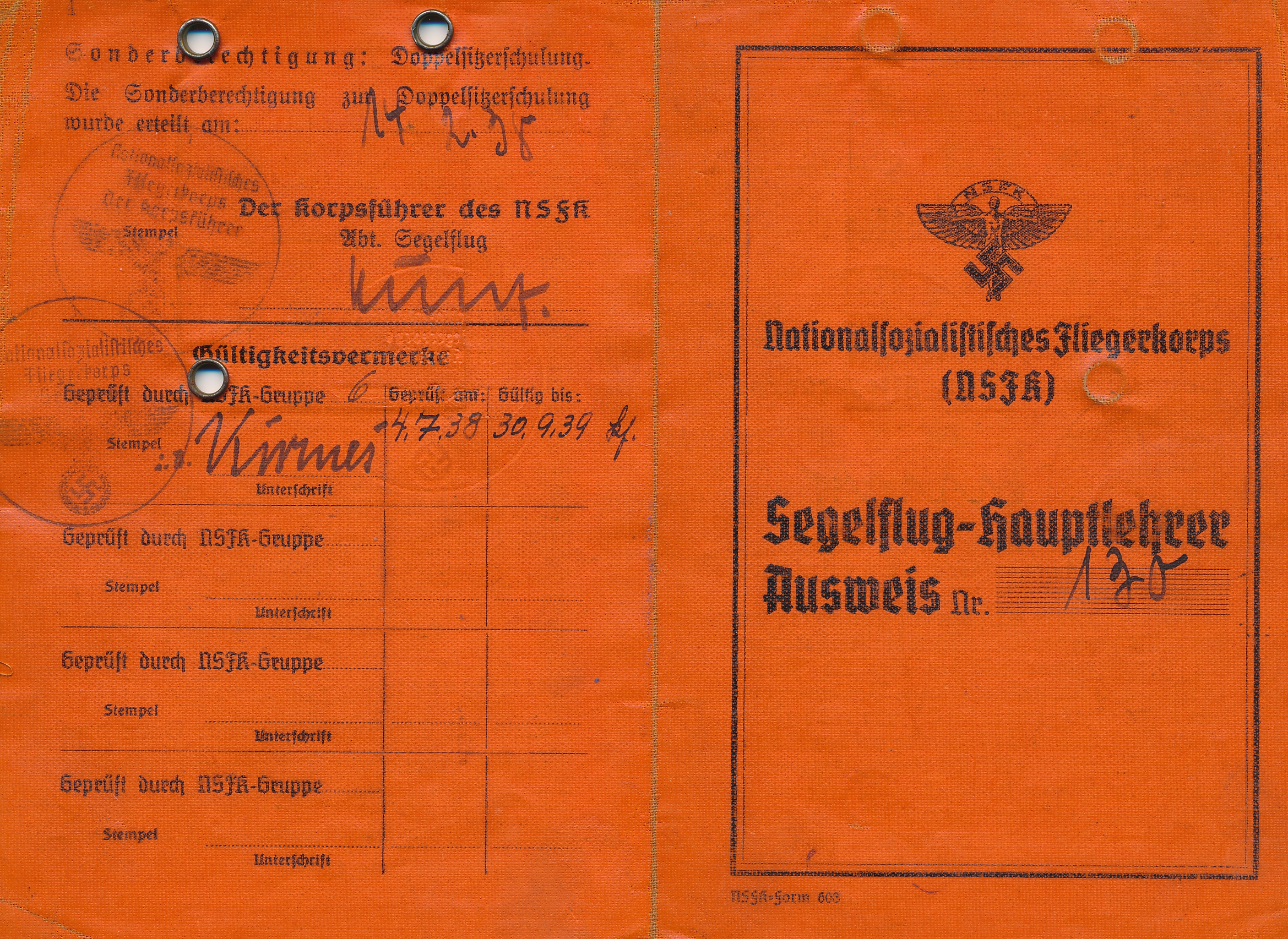
Segelflug-Hauptlehrer-Ausweis mit dem Symbol des NSFK

Das NSFK unterstand unmittelbar Reichsluftfahrtminister Hermann Göring; seine Haushaltsmittel erhielt es aus dem Etat des Reichsluftfahrtministeriums (RLM) Amt 4 / Allgemeines Luftamt (Ministerialdirektor Willy Fisch). Sämtliches Gerät, Gebäude und Anlagen waren Reichseigentum, wie bereits zuvor im DLV.
Mit der Führung des NSFK beauftragte der Reichsluftfahrtminister den im aktiven Dienst stehenden Luftwaffengeneral Friedrich Christiansen (ab 1943 Generaloberst Alfred Keller). Die geografische Aufteilung der insgesamt 17 NSFK-Gruppen orientierte sich an den Luftgauen der Luftwaffe, da das NSFK die Aufgabe hatte, die Luftgaureserve und damit die Reservisten der Luftwaffe militärisch und im nationalsozialistischen Sinne weltanschaulich zu schulen. Jede der 17 Gruppen teilte sich wiederum in bis zu acht Standarten auf, diese wiederum in Stürme mit einer Mindeststärke von 120 Mann.
Die Mitgliedschaft im NSFK war freiwillig, zudem konnten deren Mitglieder nicht gleichzeitig der SA, SS oder dem NSKK angehören. Die Angehörigen waren den Mitgliedern in Unterorganisationen der NSDAP aber rechtlich gleichgestellt und das NSFK wurde in seiner Gesamtheit im Organisationsbuch der NSDAP als Nebengliederung geführt. Ab 1937 nahm das NSFK als nationalsozialistische Organisation an den Aufmärschen des Reichsparteitag teil und führte dort seine Fahnenweihen durch.

### Korpsführung – Zentrale
Die Korpsführung befand sich in der Großadmiral-Prinz-Heinrich-Str. 1–3 in Berlin W35 (heute Hitzigallee) in Berlin.  Sie umfasste folgende Abteilungen:
- Verwaltungsamt
- Zentralabteilung
- Segelflug
- Modellbau
- Technik
- Motorflug
- Ballonsport
- Wehrsport und nationalpolitische Schulung
- Personal
- Presse
- Sanitätswesen und
- Rechtswesen.

### Gruppenaufteilung
| Nr.         | Gruppe          | Sitz       | Gruppenführer                                                      |
| ----------- | --------------- | ---------- | ------------------------------------------------------------------ |
| 1           | Ostland         | Königsberg | Ewald Oppermann                                                    |
| 2           | Nord            | Stettin    | Friedrich-Wilhelm Frodien                                          |
| 3           | Nordwest        | Hamburg    | Harry von Bülow-Bothkamp                                           |
| 4           | Berlin          | Berlin     | Karl Sauke                                                         |
| 5           | Wartheland      | Posen      | Arno Kehrberg                                                      |
| 6           | Schlesien       | Breslau    | Gerhard Sporleder (Vorgänger: Emil-Ernst Borchmann (ab Juli 1937)) |
| 7           | Elbe-Saale      | Dresden    | Otto Zimmermann                                                    |
| 8           | Mitte           | Eschwege   | Elmar von Eschwege                                                 |
| 9           | Weser-Elbe      | Hannover   | Erwin Kratz                                                        |
| 10          | Westfalen       | Dortmund   | Heinrich Sieler                                                    |
| 11          | Hessen-Westmark | Darmstadt  | Otto von Molitor                                                   |
| 12          | Niederrhein     | Essen      | Hans Eggersh                                                       |
| 13          | Main-Donau      | Nürnberg   | Carl Croneiß                                                       |
| 14          | Bayern-Süd      | München    | Carl Braun                                                         |
| 15          | Schwaben        | Stuttgart  | Friedrich-Wilhelm Erbacher                                         |
| 16          | Südwest         | Karlsruhe  | Werner Zahn                                                        |
| 17          | Ostmark         | Wien       | Fritz Simmer                                                       |
| ohne        | Lufthansa       | Berlin     | Carl-August von Gablenz                                            |
| Brigade 125 | Weichselland    | Danzig     | Fritz Schwarz                                                      |
| Einheit GG  | Polen           | Krakau     | Sturmbannführer Ribbert                                            |

| Dienststelle                                                                   | Adresse                                                  | Bemerkung                                               |
| NSFK-Gruppe 1 (Ostland) Stand Juni 1942                                        | Königsberg/Pr., General-Litzmann-Str. 21–25              |                                                         |
| ------------------------------------------------------------------------------ | -------------------------------------------------------- | ------------------------------------------------------- |
| Reichssegelflugschule des NS-Fliegerkorps Rossitten                            | Rossitten/Ostpr.                                         |                                                         |
| Segelflugschule Sensburg                                                       | Sensburg/Ostpr.                                          |                                                         |
| Segelflugübungsstelle des NS-Fliegerkorps Korschenruh                          | Korschenruh bei Brandenburg/Ostpr.                       |                                                         |
| Segelflugübungsstelle des NS-Fliegerkorps Drachenberge                         | Drachenberge/Ostpr.                                      |                                                         |
| Segelflugübungsstelle des NS-Fliegerkorps Palmnicken                           | Palmnicken/Ostpr.                                        |                                                         |
| Segelflugübungsstelle des NS-Fliegerkorps Nidden                               | Nidden/Ostpr.                                            |                                                         |
| Flugzeugführerschule Tilsit                                                    | Tilsit/Ostpr., Flugplatz Weynothen                       |                                                         |
| Flugzeugführerschule Allenstein                                                | Allenstein/Ostpr., Flugplatz Deuthen                     |                                                         |
| Flugzeugführerschule Königsberg                                                | Königsberg/Pr., Flugplatz Devau, Halle 4                 |                                                         |
| NSFK-Standarte 1                                                               | Königsberg/Pr., Hintertragheim 18                        |                                                         |
| NSFK-Sturm 1/1 und 2/1                                                         | Königsberg/Pr., Hintertragheim 18                        |                                                         |
| NSFK-Sturm 3/1                                                                 | Königsberg/Pr., Hintertragheim 18                        |                                                         |
| NSFK-Sturm 4/1                                                                 | Neuhausen-Tiergarten bei Königsberg/Pr., Kleinheiderweg  |                                                         |
| NSFK-Sturm 5/1                                                                 | Palmnicken/Samland, Haus Nr. 11                          |                                                         |
| NSFK-Sturm 6/1                                                                 | Neukuhren/Ostpr., Am Bahnhof                             |                                                         |
| NSFK-Sturm 7/1                                                                 | Heiligenbeil/Ostpr., Am Sportplatz 8a                    |                                                         |
| NSFK-Sturm 8/1                                                                 | Braunsberg/Ostpr., Otto Weinreichstr. 3                  |                                                         |
| NSFK-Sturm 9/1                                                                 | Pr. Eylau/Ostpr., Adolf Hitlerstr. 9                     |                                                         |
| NSFK-Sturm 10/1                                                                | Bartenstein/Ostpr., Heilsbergerstr. 29, Fliegerheim      |                                                         |
| NSFK-Sturm 11/1                                                                | Gerdauen/Ostpr., Kreishaus                               |                                                         |
| NSFK-Sturm 12/1                                                                | Tapiau/Ostpr., SA-Straße 8                               |                                                         |
| NSFK-Standarte 2                                                               | Alleinstein/Ostpr., Schloßgarten                         |                                                         |
| NSFK-Sturm 1/2                                                                 | Alleinstein/Ostpr., Schloßgarten                         |                                                         |
| NSFK-Sturm 2/2                                                                 | Osterode/Ostpr., Rossgartenstr. 8, Kreisleitung          |                                                         |
| NSFK-Sturm 3/2                                                                 | Pr. Holland/Ostpr., Am Wasserturm, Fliegerwerkstatt      |                                                         |
| NSFK-Sturm 4/2                                                                 | Heilsberg/Ostpr., Langgasse 11                           |                                                         |
| NSFK-Sturm 5/2                                                                 | Sensburg/Ostpr., Arnsbergerstr., Fliegerheim             |                                                         |
| NSFK-Sturm 6/2                                                                 | Ortelsburg/Ostpr., Fliegerhaus                           |                                                         |
| NSFK-Sturm 7/2                                                                 | Lötzen/Ostpr., Fliegerwerkstatt                          |                                                         |
| NSFK-Sturm 8/2                                                                 | Soldau/Ostpr., Schweinemarkt                             |                                                         |
| NSFK-Sturm 9/2                                                                 | Zichenau/Ostpr.                                          |                                                         |
| NSFK-Sturm 10/2                                                                | Mackeim/Ostpr.                                           |                                                         |
| NSFK-Sturm 11/2                                                                | Schröttersburg/Ostpr.                                    |                                                         |
| NSFK-Standarte 3                                                               | Gumbinnen/Ostpr., Str. h. d. Güterbahnhof, Fliegerheim   |                                                         |
| NSFK-Sturm 1/3                                                                 | Gumbinnen/Ostpr., Str. h. d. Güterbahnhof                |                                                         |
| NSFK-Sturm 2/3                                                                 | Memel/Ostpr., Töpferstr. 1a                              |                                                         |
| NSFK-Sturm 3/3                                                                 | Heydekrug/Ostpr., Markt 9                                |                                                         |
| NSFK-Sturm 4/3                                                                 | Tilsit/Ostpr., Langgasse 28                              |                                                         |
| NSFK-Sturm 5/3                                                                 | Insterburg/Ostpr., Georgenburgerstr.                     |                                                         |
| NSFK-Sturm 6/3                                                                 | Goldap/Ostpr., Weidenweg 22                              |                                                         |
| NSFK-Sturm 7/3                                                                 | Lyck/Ostpr., Hindenburgstr. 64                           |                                                         |
| NSFK-Gruppe 2 (Ostsee) Stand Juni 1942                                         | Stettin, Arndtstr. 28                                    |                                                         |
| Segelflugübungsstelle des NS-Fliegerkorps                                      | Wartin-Grünz über Tantwo/Pom.                            |                                                         |
| Segelflugübungsstelle des NS-Fliegerkorps                                      | Neumühlenkamp/Sydow/Pom.                                 |                                                         |
| Segelflugübungsstelle des NS-Fliegerkorps                                      | Luggewise bei Lauenburg/Pom.                             |                                                         |
| Segelflugübungsstelle des NS-Fliegerkorps                                      | Alt Reddevitz / Rügen                                    |                                                         |
| NSFK-Standarte 8                                                               | Neustettin, Augustastr. 4                                |                                                         |
| NSFK-Sturm 1/8                                                                 | Lauenburg/Pom., Karlstr. 3                               |                                                         |
| NSFK-Sturm 2/8                                                                 | Bütow/Pom., Bahnhofstr. 12                               |                                                         |
| NSFK-Sturm 3/8                                                                 | Stolp/Pom., Markt 11                                     |                                                         |
| NSFK-Sturm 4/8                                                                 | Schlochau a. d. L., Berlinerstr. 21                      |                                                         |
| NSFK-Sturm 5/8                                                                 | Schneidemühl, Jastrowerallee 33–35                       |                                                         |
| NSFK-Sturm 6/8                                                                 | Schlawe/Pom., Bleichstr.                                 |                                                         |
| NSFK-Sturm 7/8                                                                 | Köslin, Friedrich Wilhelmplatz 2                         |                                                         |
| NSFK-Sturm 8/8                                                                 | Neustettin, Augustastr. 1                                |                                                         |
| NSFK-Sturm 9/8                                                                 | Deutsch Krone, Königstr. 37                              |                                                         |
| NSFK-Sturm 10/8                                                                | Kolberg, Kummertstr. 5                                   |                                                         |
| NSFK-Sturm 11/8                                                                | Belgrad/Pom., Lindenstr. 14                              |                                                         |
| NSFK-Sturm 12/8                                                                | Dramburg/Pom., Bürgermeister Meyerstr. 1                 |                                                         |
| NSFK-Standarte 10                                                              | Stettin, Langestr. 54                                    |                                                         |
| NSFK-Sturm 1/10                                                                | Naugard/Pom., Amtsstr. 28                                |                                                         |
| NSFK-Sturm 2/10                                                                | Stargard/Pom., Markt 10                                  |                                                         |
| NSFK-Sturm 3/10                                                                | Pyritz/Pom., Gr. Papenstr. 16                            |                                                         |
| NSFK-Sturm 4/10                                                                | Cammin/Pom., Johannisstr. 1                              |                                                         |
| NSFK-Sturm 5/10 bis 7/10                                                       | Stettin, Langestr. 54                                    |                                                         |
| NSFK-Sturm 8/10                                                                | Stettin, Grüne Schanze 5                                 |                                                         |
| NSFK-Sturm 9/10                                                                | Greifenhagen/Pom., Brückenstr. 25/26                     |                                                         |
| NSFK-Sturm 10/10                                                               | Swinemünde, Lotsenstr. 38                                |                                                         |
| NSFK-Sturm 11/10                                                               | Pasewalk/Pom., Gartenstr. 56                             |                                                         |
| NSFK-Sturm 12/10                                                               | Labes/Pom., Bismarckstr. 9, Finanzamt                    |                                                         |
| NSFK-Sturm 13/10                                                               | Greifenberg/Pom., Wiesenstr. 2                           |                                                         |
| NSFK-Sturm 14/10                                                               | Friedeberg/Pom., Horst Wesselstr. 31                     |                                                         |
| selbst. Trupp Peenemünde                                                       | Peenemünde/Usedom I, Heeresversuchsanstalt Abt. A.A.     |                                                         |
| NSFK-Standarte 11                                                              | Stralsund, Heilgeiststr. 76                              |                                                         |
| NSFK-Sturm 1/11                                                                | Bergen/Rügen, Vieschstr. 15                              |                                                         |
| NSFK-Sturm 2/11                                                                | Stralsund, Heiligegeiststr. 76                           |                                                         |
| NSFK-Sturm 3/11                                                                | Greifswald/Pom., Gützkowerstr. 10                        |                                                         |
| NSFK-Sturm 4/11                                                                | Ribnitz/Pom., Mittelweg 31                               |                                                         |
| NSFK-Sturm 5/11                                                                | Anklam, Friedländerstr. 48                               |                                                         |
| NSFK-Sturm 6/11                                                                | Demmin/Pom., Brinkstr. 2                                 |                                                         |
| NSFK-Sturm 7/11                                                                | Rechlin/Müritz, Baubaracke, Zimmer 21                    |                                                         |
| NSFK-Sturm 8/11                                                                | Neubrandenburg, Adolf Hitlerstr. 63                      |                                                         |
| NSFK-Sturm 9/11                                                                | Waren/Müritz, Rosenstr. 1                                |                                                         |
| NSFK-Sturm 10/11                                                               | Fürstenberg/Mecklbg., Peetscherstr. 20                   |                                                         |
| NSFK-Standarte 12                                                              | Schwerin/Mecklbg., Adolf Hitlerstr. 12                   |                                                         |
| NSFK-Sturm 1/12                                                                | Güstrow/Mecklbg., Hagebökerstr. 14                       |                                                         |
| NSFK-Sturm 2/12                                                                | Seestadt Rostock, Breitestr. 18                          |                                                         |
| NSFK-Sturm 3/12                                                                | Seestadt Rostock, Ernst Heinkel-Werke                    |                                                         |
| NSFK-Sturm 4/12                                                                | Warnemünde-Neuland, Am Leuchtturm 15                     |                                                         |
| NSFK-Sturm 5/12                                                                | Parchim/Mecklbg., Am Kreuztor 1                          |                                                         |
| NSFK-Sturm 6/12                                                                | Festung Dömitz/Mecklbg., Torstr. 1                       |                                                         |
| NSFK-Sturm 7/12                                                                | Wismar/Mecklbg., Lübschestr. 47                          |                                                         |
| NSFK-Sturm 8/12                                                                | Tarnewitz/Mecklbg., Erprobungsstelle der Luftwaffe       |                                                         |
| NSFK-Sturm 9/12                                                                | Schwerin/Mecklbg., Adolf Hitlerstr. 12                   |                                                         |
| NSFK-Sturm 10/12                                                               | Boizenburg/Elbe, Hamburgerstr. 1                         |                                                         |
| NSFK-Gruppe 7                                                                  | Dresden A.1., Kreuzerstr. 21                             |                                                         |
| Reichssegelflugschule d. NS-Fliegerkorps Laucha                                | Laucha/Unstrut                                           |                                                         |
| Segelflugschule                                                                | Grossrückerswalde/Sa.                                    | „Otto Braeutigamschule“                                 |
| NSFK-Standarte 36                                                              | Halle/S., Herm.Göringstr. 1                              |                                                         |
| NSFK-Sturm 1/36                                                                | Halle/S., Herm.Göringstr. 1                              |                                                         |
| NSFK-Sturm 2/36                                                                | Halle/S., Herm.Göringstr. 1                              |                                                         |
| NSFK-Sturm 3/36                                                                | Eilenburg/Sa., Rinckartstr. 23                           | Franz Felger                                            |
| NSFK-Sturm 4/36                                                                | Bitterfeld/Sa., Parsevalstr. 69                          |                                                         |
| NSFK-Sturm 5/36                                                                | Eisleben/Sa., Hallischestr. 69                           |                                                         |
| NSFK-Sturm 6/36                                                                | Sangerhausen/Sa., Göpenstr. 20                           |                                                         |
| NSFK-Sturm 7/36                                                                | Naumburg, Blumenthalstr. 7                               |                                                         |
| NSFK-Sturm 8/36                                                                | Zeitz/Sa., Wendischestr. 29                              |                                                         |
| NSFK-Sturm 9/36                                                                | Merseburg, Obere Burgstr. 7                              |                                                         |
| NSFK-Sturm 10/36                                                               | Torgau, Feldstr.4                                        | (1940) Truppführer: Fritz Walter, Torgau, Ritterstr. 11 |
| NSFK-Sturm 11/36                                                               | Wittenberg/Lutherstadt, Schloßpl. 5                      |                                                         |
| NSFK-Sturm 12/36                                                               | Bad Liebenwerda, Berlinerstr. 130                        |                                                         |
| NSFK-Sturm 13/36                                                               | Halle/Sa., Pfälzerstr. 22                                |                                                         |
| NSFK-Standarte 37                                                              | Chemnitz/Sa., Markt 12                                   |                                                         |
| NSFK-Sturm 1/37                                                                | Chemnitz/Sa., Markt 12 II                                |                                                         |
| NSFK-Sturm 2/37                                                                | Chemnitz/Sa., Markt 12 II                                |                                                         |
| NSFK-Sturm 3/37                                                                | Chemnitz/Sa., Markt 12 II                                |                                                         |
| NSFK-Sturm 4/37                                                                | Zschopau/Sa., Altmarkt 10                                |                                                         |
| NSFK-Sturm 5/37                                                                | Oelsnitz/Sa., Fr.Schubertstr. 10–12                      |                                                         |
| NSFK-Sturm 6/37                                                                | Annaberg/Erzgeb., Wolkensteinerstr. 34                   |                                                         |
| NSFK-Sturm 7/37                                                                | Aue/Erzgeb., Bahnhofstr. 7                               |                                                         |
| NSFK-Sturm 8/37                                                                | Hartenstein/Sa., Zwickauerstr. 100                       |                                                         |
| NSFK-Sturm 9/37                                                                | Zwickau/Sa., Alter Steinweg 13                           |                                                         |
| NSFK-Sturm 10/37                                                               | Meerane/Sa., Marienstr. 25                               |                                                         |
| NSFK-Sturm 11/37                                                               | Falkenstein/Vogtl., Bahnhofstr. 11                       |                                                         |
| NSFK-Sturm 12/37                                                               | Plauen/Vogtl., Dittestr. 42                              |                                                         |
| NSFK-Standarte 38                                                              | Dresden A., Hohestr. 43                                  |                                                         |
| NSFK-Sturm 1/38                                                                | Freital/Sa., Obere Dresdnerstr. 190                      |                                                         |
| NSFK-Sturm 2/38                                                                | Dresden, Hohestr. 43                                     |                                                         |
| NSFK-Sturm 3/38                                                                | Dresden, Louisenstr. 59                                  |                                                         |
| NSFK-Sturm 4/38                                                                | Freiberg/Sa., Branderstr. 16                             |                                                         |
| NSFK-Sturm 5/38                                                                | Bad Schandau/Elbe, Elbstr. 61                            |                                                         |
| NSFK-Sturm 6/38                                                                | Zittau/Sa. Franz Könnitzerstr. 7                         |                                                         |
| NSFK-Sturm 7/38                                                                | Ebersbach/Sa., Bachstr. 24                               |                                                         |
| NSFK-Sturm 8/38                                                                | Bautzen/Sa., Moltkestr. 5                                |                                                         |
| NSFK-Sturm 9/38                                                                | Bretig/Sa.,Hyuptestr. 136                                |                                                         |
| NSFK-Sturm 10/38                                                               | Meissen/Sa., Niederauerstr. 8                            |                                                         |
| NSFK-Sturm 11/38                                                               | Grossenhain/Sa., Schlageterstr. 50                       |                                                         |
| NSFK-Sturm 12/38                                                               | Dresden A.16., Fiedlerstr. 8                             |                                                         |
| NSFK-Standarte 39                                                              | Leipzig C.1., Lessingstr. 10                             |                                                         |
| NSFK-Sturm 1/39                                                                | Leipzig C.1., Lessingstr. 10                             |                                                         |
| NSFK-Sturm 2/39                                                                | Leipzig C.1., Lessingstr. 10                             |                                                         |
| NSFK-Sturm 3/39                                                                | Leipzig C.1., Lessingstr. 10                             |                                                         |
| NSFK-Sturm 4/39                                                                | Leipzig C.1., Lessingstr. 10                             |                                                         |
| NSFK-Sturm 5/39                                                                | Taucha, Kriekauerstr. 10                                 |                                                         |
| NSFK-Sturm 6/39                                                                | Borna/Sa., Markt, Goldener Stern                         |                                                         |
| NSFK-Sturm 7/39                                                                | Döbeln/Sa., Leipzigerstr. 3                              |                                                         |
| NSFK-Sturm 8/39                                                                | Grimma/Sa., Klosterstr. 1                                |                                                         |
| NSFK-Standarte 40                                                              | Teplitz/Schönau, Nordstr. 5                              |                                                         |
| NSFK-Sturm 1/40                                                                | Gablonz/Sudetenland, Burggasse 8                         | Stf. Clemens Huyer                                      |
| NSFK-Sturm 2/40                                                                | Reichenberg/Sudetenland, Fr.Clam-Gallasstr. 7            |                                                         |
| NSFK-Sturm 3/40                                                                | Warnsdorf/Sudetenland, Weststr. 66                       |                                                         |
| NSFK-Sturm 4/40                                                                | Leipa/Sudetenland a.d.P., Brückengasse 726               |                                                         |
| NSFK-Sturm 5/40                                                                | Tetschen/Sudetenland, Fischergasse 138                   |                                                         |
| NSFK-Sturm 6/40                                                                | Aussig/Sudetenland, Nordwestbahnstr. 3                   |                                                         |
| NSFK-Sturm 7/40                                                                | Teplitz/Sudetenland, Nordstr. 5                          | Adolf Papsch                                            |
| NSFK-Sturm 8/40                                                                | Dux/Sudetenland, Teplitzerstr. Weberei Kühnel            | Rudolf Wittner                                          |
| NSFK-Sturm 9/40                                                                | Brüx/Sudetenland, Konrad Henleinstr. 55                  | Erwin Göpfert                                           |
| NSFK-Sturm 10/40                                                               | Komotau/Sudetenland, Glockengasse 8                      | Viktor Kraus                                            |
| NSFK-Sturm 11/40                                                               | Saaz/Sudetenland, Horst Wesselstr. 830                   |                                                         |
| NSFK-Sturm 12/40                                                               | Karlsbad/Sudetenland, Waldzeile „Haus Oberon“            |                                                         |
| NSFK-Sturm 13/40                                                               | Falkenau i.Egertal/Sudetenland, Rathausgasse 7 I         |                                                         |
| NSFK-Sturm 14/40                                                               | Graslitz/Sudetenland, Richard Wagnerstr. 655 a           |                                                         |
| NSFK-Sturm 15/40                                                               | Friedland/Isergeb., Hermann Göringstr. 172               |                                                         |
| NSFK-Sturm 16/40                                                               | Meretitz b.Klösterle/Sudetenland, Adolf Hitlerplatz      | Franz Thiele                                            |
| NSFK-Sturm 17/40                                                               | Leitmeritz/Sudetenland, Mareschgasse 7                   |                                                         |
| NSFK-Sturm 18/40                                                               | Prag I., Kstallusgasse 4 II                              |                                                         |
| NSFK-Gruppe 8 (Mitte) Stand Juni 1942                                          | Eschwege/Werra, Niederhonerstr. 44                       |                                                         |
| Reichssegelflugschule des NS-Fliegerkorps Wasserkuppe                          | Wasserkuppe, Post Gersfeld/Rhön                          |                                                         |
| Reichsmodellflugschule des NS-Fliegerkorps Hoher Meißner                       | Velmeden Bez. Kassel                                     |                                                         |
| Segelflugschule Dörnberg                                                       | Zierenberg bei Kassel, Fliegerlager                      |                                                         |
| Segelflugschule Harsberg                                                       | Lauterbach über Eisenach                                 |                                                         |
| Segelflugübungsstelle des NS-Fliegerkorps Ellrich                              | Ellrich/Südharz                                          |                                                         |
| Segelflugübungsstelle des NS-Fliegerkorps Pohlitz                              | Pohlitz über Bad Köstritz                                |                                                         |
| Segelflugübungsstelle des NS-Fliegerkorps Blankenhain                          | Blankenhain/Th.                                          |                                                         |
| Segelflugübungsstelle des NS-Fliegerkorps Hohenfelden                          | Hohenfelden über Erfurt                                  |                                                         |
| Segelflugübungsstelle des NS-Fliegerkorps Leichelberg                          | Leichelberg, Post Mittelsdorf über Kaltennordheim/Rhön   |                                                         |
| Segelflugübungsstelle des NS-Fliegerkorps Cyriaxweimar                         | Marburg/Lahn, Barfüßerstr. 23, NSFK-Sturm 5/45           |                                                         |
| Segelflugübungsstelle des NS-Fliegerkorps Rhön-Kaffberg                        | Gotha, Friedrichstr. 19, NSFK-Sturm 9/44                 |                                                         |
| Segelflugübungsstelle des NS-Fliegerkorps Dolmar                               | Post Rohr über Meiningen                                 |                                                         |
| Segelflugübungsstelle des NS-Fliegerkorps Bad Frankenhausen                    | Bad Frankenhausen/Kyffh., Kameradschaftsheim Ing. Schule |                                                         |
| Segelfluglager des NS-Fliegerkorps Mosenberg                                   | Homberg, Hermann Göringstr. 5, NSFK-Sturm 4/45           |                                                         |
| Segelflugübungsstelle des NS-Fliegerkorps Hölleberg                            | Hofgeismar, Platz der SA 4, NSFK-Sturm 7/45              |                                                         |
| Segelflugübungsstelle des NS-Fliegerkorps Lohberg                              | Altenburg, Fritz Triebelstr. 2, NSFK-Sturm 1/43          |                                                         |
| NSFK-Standarte 43                                                              | Weimar/Th., Ludendorffstr. 28                            |                                                         |
| NSFK-Sturm 1/43                                                                | Altenburg/Th., Fritz Triebelstr. 2                       |                                                         |
| NSFK-Sturm 2/43                                                                | Gera/Th., Sorge 11                                       |                                                         |
| NSFK-Sturm 3/43                                                                | Greiz/Th., Karolinenstr. 13                              |                                                         |
| NSFK-Sturm 4/43                                                                | Schleiz/Th., Schulplatz Nr. 4                            |                                                         |
| NSFK-Sturm 5/43                                                                | Saalfeld/Saale, Bernhardstr. 1                           |                                                         |
| NSFK-Sturm 6/43                                                                | Rudolstadt/Th., Ratsgasse 8                              |                                                         |
| NSFK-Sturm 7/43                                                                | Ilmenau/Th., Karl Auguststr. 14                          |                                                         |
| NSFK-Sturm 8/43                                                                | Arnstadt/Th., Schulplan 2                                |                                                         |
| NSFK-Sturm 9/43                                                                | Erfurt/Th., Seydlitzstr. 18                              |                                                         |
| NSFK-Sturm 10/43                                                               | Weimar/Th., Watzdorfplatz 5 I                            |                                                         |
| NSFK-Sturm 11/43                                                               | Jena/Th., Wagnergasse 30                                 |                                                         |
| NSFK-Sturm 12/43                                                               | Sömmerda/Th., Kronbiegelplatz 6                          |                                                         |
| NSFK-Standarte 44                                                              | Gotha, Friedrichstr. 19                                  |                                                         |
| NSFK-Sturm 1/44                                                                | Sonneberg/Th., Robertstr. 18                             |                                                         |
| NSFK-Sturm 2/44                                                                | Hildburghausen/Th., Friedrichstr. 2                      |                                                         |
| NSFK-Sturm 3/44                                                                | Zella-Mehlis/Th., Bahnhofstr. 1                          |                                                         |
| NSFK-Sturm 4/44                                                                | Meiningen/Th., Bernhardstr. 1                            |                                                         |
| NSFK-Sturm 5/44                                                                | Vacha/Rhön, Untertor 1                                   |                                                         |
| NSFK-Sturm 6/44                                                                | Schmalkalden/Th., Straße der SA 28                       |                                                         |
| NSFK-Sturm 7/44                                                                | Waltershausen/Th., Gothaerstr. 2                         |                                                         |
| NSFK-Sturm 8/44                                                                | Eisenach/Th., Alexanderstr. 13                           |                                                         |
| NSFK-Sturm 9/44                                                                | Gotha/Th., Friedrichstr. 19                              |                                                         |
| NSFK-Sturm 10/44                                                               | Langensalza/Sa., Karlstr. 5                              |                                                         |
| NSFK-Sturm 11/44                                                               | Heiligenstadt-Eichsfeld, Steinstr. 18                    |                                                         |
| NSFK-Sturm 12/44                                                               | Sondershausen/Th., Marienstr. 43                         |                                                         |
| NSFK-Sturm 13/44                                                               | Nordhausen/Harz, Bahnhofstr. 6                           |                                                         |
| NSFK-Standarte 45                                                              | Kassel, Germaniastr. 1 ½                                 |                                                         |
| NSFK-Sturm 1/45                                                                | Eschwege/Werra, Hermann Göringstr. 11                    |                                                         |
| NSFK-Sturm 2/45                                                                | Bebra/HN, Blücherstr. 18                                 |                                                         |
| NSFK-Sturm 3/45                                                                | Fulda/HN, Hindenburgstr. 12                              |                                                         |
| NSFK-Sturm 4/45                                                                | Homberg Bez. Kassel, Hermann Göringstr. 5                |                                                         |
| NSFK-Sturm 5/45                                                                | Marburg/Lahn, Barfüsserstr. 23                           |                                                         |
| NSFK-Sturm 6/45                                                                | Bad Wildungen, Brunnenallee 7a                           |                                                         |
| NSFK-Sturm 7/45                                                                | Hofgeismar/HN, Platz der SA 4                            |                                                         |
| NSFK-Sturm 8/45                                                                | Kassel/HN, Germaniastr. 1 ½                              |                                                         |
| NSFK-Gruppe 10 (Westfalen) Stand Nov. 1941                                     | Dortmund, I. Kampstraße, Haus der Flieger                |                                                         |
| Reichswerkstattleiterschule                                                    | Segelflugschule Schüren bei Meschede                     |                                                         |
| NSFK-Gruppe 12 (Rheinland) Stand Juni 1942                                     | Essen/Ruhr, Alfredstraße 61–63                           |                                                         |
| Segelflugübungsstelle des NSFK Aachen-Merzbrück                                | Aachen-Merzbrück, Flughafen                              |                                                         |
| Segelflugübungsstelle des NSFK Nöthen                                          | Nöthen bei Münstereifel                                  |                                                         |
| NSFK-Standarte 65                                                              | Köln, Hohenstaufenring 45                                |                                                         |
| NSFK-Sturm 1/65                                                                | Köln, Hohenstaufenring 45                                |                                                         |
| NSFK-Sturm 2/65                                                                | Köln, Hohenstaufenring 45                                |                                                         |
| NSFK-Sturm 3/65                                                                | Bonn, Meckenheimerstraße 21                              |                                                         |
| NSFK-Sturm 4/65                                                                | Siegburg, Mühlenstraße 1                                 |                                                         |
| NSFK-Sturm 5/65                                                                | Wipperfürth, Schlageterstraße 32                         |                                                         |
| NSFK-Sturm 6/65                                                                | Euskirchen, Kirchstraße 1                                |                                                         |
| NSFK-Sturm 7/65                                                                | Aachen, Wirichsbongardstraße 45 (Mittelstandshaus)       |                                                         |
| NSFK-Sturm 8/65                                                                | Jülich, Wilhelmstraße 2                                  |                                                         |
| NSFK-Sturm 9/65                                                                | Düren, Wilhelmstraße 3b                                  |                                                         |
| NSFK-Sturm 10/65                                                               | Eupen, Wartplatz, Rahmen                                 |                                                         |
| NSFK-Standarte 66                                                              | Düsseldorf, Kapellstraße 10                              |                                                         |
| NSFK-Sturm 1/66                                                                | Düsseldorf, Kapellstraße 10                              |                                                         |
| NSFK-Sturm 2/66                                                                | Düsseldorf, Kapellstraße 10                              |                                                         |
| NSFK-Sturm 3/66                                                                | Krefeld, Schneiderstraße 25                              |                                                         |
| NSFK-Sturm 4/66                                                                | Krefeld, Schneiderstraße 25                              |                                                         |
| NSFK-Sturm 5/66                                                                | Mönchengladbach, Bismarckstraße 65                       |                                                         |
| NSFK-Sturm 6/66                                                                | Kempen, Vorster Straße 17                                |                                                         |
| NSFK-Sturm 7/66                                                                | Neuß, Andreas Hoferallee 23                              |                                                         |
| NSFK-Sturm 8/66                                                                | Langenberg, Hindenburgstraße 20                          |                                                         |
| NSFK-Sturm 9/66                                                                | Wuppertal, Adolf Hitlerstraße 161                        |                                                         |
| NSFK-Sturm 10/66                                                               | Wuppertal, Adolf Hitlerstraße 161                        |                                                         |
| NSFK-Sturm 11/66                                                               | Solingen, Kölnerstraße 45                                |                                                         |
| NSFK-Sturm 12/66                                                               | Remscheid, Stachelhauserstraße 11                        |                                                         |
| NSFK-Sturm 13/66                                                               | Leverkusen-Wiesdorf, Dhünnstraße 24                      |                                                         |
| NSFK-Standarte 67                                                              | Duisburg, Flughafen Neuenkamp                            |                                                         |
| NSFK-Sturm 1/67                                                                | Essen, III. Hagen 15                                     |                                                         |
| NSFK-Sturm 2/67                                                                | Mülheim/Ruhr, Schloßstraße 65, Zimmer 14                 |                                                         |
| NSFK-Sturm 3/67                                                                | Duisburg, Flughafen Neuenkamp                            |                                                         |
| NSFK-Sturm 4/67                                                                | Oberhausen, Sedanstraße 29                               |                                                         |
| NSFK-Sturm 5/67                                                                | Dinslaken, Schlageterstraße                              |                                                         |
| NSFK-Sturm 6/67                                                                | Moers, Hombergstraße 71                                  |                                                         |
| NSFK-Sturm 7/67                                                                | Emmerich, Postfach 115                                   |                                                         |
| NSFK-Sturm 8/67                                                                | Kleve, Brabanterstraße 56                                |                                                         |
| NSFK-Brigade 125 (Weichselland) Stand Juni 1942 (1943 umbenannt in Brigade 21) | Danzig, Schichaugasse 6                                  |                                                         |
| Segelflugübungsstelle des NSFK Marienburg                                      | Marienburg / Westpreußen                                 |                                                         |
| Segelflugübungsstelle des NSFK Mariensee                                       | Strippau, Post Mariensee, Kreis Danzig                   |                                                         |
| Segelflugübungsstelle des NSFK Fordon                                          | Fordon, Kreis Bromberg, Westpreußen                      |                                                         |
| NSFK-Standarte 125                                                             | Danzig, Schichaugasse 6                                  |                                                         |
| NSFK-Sturm 1/125                                                               | Danzig, Stadtgraben 16                                   |                                                         |
| NSFK-Sturm 2/125                                                               | Danzig-Langfuhr, Adolf Hitlerstraße 36                   |                                                         |
| NSFK-Sturm 3/125                                                               | nicht aufgestellt                                        |                                                         |
| NSFK-Sturm 4/125                                                               | Zoppot, Franziusstraße 71                                |                                                         |
| NSFK-Sturm 5/125                                                               | Tiegenhof, Neue Reihe 147                                |                                                         |
| NSFK-Sturm 6/125                                                               | Elbing, Mühlenstraße 18                                  |                                                         |
| NSFK-Sturm 7/125                                                               | Marienburg, Neustadt 39                                  |                                                         |
| NSFK-Sturm 8/125                                                               | Riesenburg / Ostpreußen, Heimstättenweg                  |                                                         |
| NSFK-Sturm 9/125                                                               | Dirschau, Wilhelmstraße 8                                |                                                         |
| NSFK-Sturm 10/125                                                              | Gotenhafen, Richthofenstraße 8                           |                                                         |
| NSFK-Sturm 11/125                                                              | Neustadt/Westpreußen, Gartenstraße 5                     |                                                         |
| NSFK-Sturm 12/125                                                              | Marienwerder/Westpreußen, Regierung                      |                                                         |
| NSFK-Sturm 13/125                                                              | Karthaus/Westpreußen, Markt 3                            |                                                         |
| NSFK-Sturm 14/125                                                              | Pr. Stargard/Westpreußen, Gymnasialstraße 10             |                                                         |
| NSFK-Sturm 15/125                                                              | Wartsch bei Praust, Kreis Danzig-Land                    |                                                         |
| NSFK-Standarte 126                                                             | Bromberg, Adolf Hitlerstraße 92                          |                                                         |
| NSFK-Sturm 1/126                                                               | Bromberg, Adolf Hitlerstraße 92                          |                                                         |
| NSFK-Sturm 2/126                                                               | Thorn, Friedrichstraße 7                                 |                                                         |
| NSFK-Sturm 3/126                                                               | Zempelburg/Westpreußen, Adolf Hitlerstraße 14            |                                                         |
| NSFK-Sturm 4/126                                                               | Thorn, Friedrichstraße 7                                 |                                                         |
| NSFK-Sturm 5/126                                                               | Graudenz, Redenerstraße 32                               |                                                         |
| NSFK-Sturm 6/126                                                               | Bromberg, Adolf Hitlerstraße 92                          |                                                         |
| NSFK-Sturm 7/126                                                               | Bromberg, Adolf Hitlerstraße 92                          |                                                         |
| NSFK-Sturm 8/126                                                               | Strasburg/Westpreußen, Alb. Forsterstraße 26             |                                                         |
| NSFK-Sturm 9/126                                                               | Konitz/Westpreußen, Hennigsdorferstraße 28               |                                                         |
| NSFK-Sturm 10/126                                                              | Leipe/Westpreußen, Walter Flex Oberschule                |                                                         |
| NSFK-Einheit GG (Generalgouvernement) Stand März 1944                          | Krakau                                                   |                                                         |
| NSFK-Sturm 1/GG                                                                | Krakau                                                   |                                                         |
| NSFK-Sturm 2/GG                                                                | Mielec                                                   |                                                         |
| NSFK-Sturm 3/GG                                                                | Tschenstochau                                            |                                                         |
| NSFK-Sturm 4/GG                                                                | Radom                                                    |                                                         |
| NSFK-Sturm 5/GG                                                                | Warschau                                                 |                                                         |
| NSFK-Sturm 6/GG                                                                | Lemberg                                                  |                                                         |

### Bekleidung und Dienstgradsystem
Während die Ende 1933 eingeführte blaugraue Dienstuniform des DLV durch Austausch der Spiegel übergangslos in der Luftwaffenuniform aufging, orientierte sich die NSFK-Uniform und das im NSFK gebräuchliche Dienstgradsystem stark an der Sturmabteilung. So wurde auch in dieser Gliederung eine SA-ähnliche Uniform inklusive des Braunhemds der Partei und SA-ähnlicher Dienstgradspiegel getragen. Dazu wurde ein Koppel mit Schulterriemen und auf der rechten Brusttasche das NSFK-Organisationsabzeichen getragen.
Die Dienstgrade des NSFK waren (in aufsteigender Reihenfolge):
NSFK-Mann (1), Sturmmann (2), Rottenführer (3), Scharführer (4), Oberscharführer (5), Truppführer (6), Obertruppführer (7), Sturmführer (8), Obersturmführer (9), Hauptsturmführer (10), Sturmbannführer (11), Obersturmbannführer (12), Standartenführer (13), Oberführer (14), Brigadeführer (15), Gruppenführer (16), Obergruppenführer (17), Ehrenführer, Korpsführer (18).

### Ausbildung
Grundsätzlich erfolgte die Ausübung von Luftsport jeglicher Art im Deutschen Reich nach den Richtlinien des Korpsführers des NSFK (Führererlass vom 17. April 1937).
Aufgrund eines Abkommens zwischen dem Korpsführer und dem Reichsjugendführer wurde systematisch der fliegerische Nachwuchs aus dem Luftfahrtunterricht an den Schulen (gemäß Reichsministerium für Wissenschaft, Erziehung und Volksbildung) herangezogen und weitergebildet. Zunächst erfasst in den Arbeitsgemeinschaften des Deutschen Jungvolks (DJ), wurden die Zehn- bis 14-Jährigen im Modellbau und Modellflug unterrichtet. Im Alter von 14 bis 18 Jahren weitergereicht an die Luftsportscharen der Hitler-Jugend (HJ), ging es an den Bau von Gleit- und Segelflugzeugen sowie die praktische Schulung darauf. Mit dem Eintritt in das 18. Lebensjahr erfolgte die automatische Übernahme in die Stürme des NSFK zwecks Weiterbildung im Segelflug und abschließend dem Motorflug auf Kleinflugzeugen. Außerdem vermittelte das Fliegerkorps die Ausbildung zum Bordwart, Bordfunker und fliegertechnischem Personal. Der in das NSFK übergetretene Personenkreis wurde automatisch von den Wehrmeldeämtern erfasst und mit einer fliegerischen Beurteilung der entsprechenden NSFK-Ausbilder ergänzt. Gemäß ihrer Befähigung wurden zigtausend junge Männer in den Dienst bei der deutschen Luftwaffe einberufen.
An der Aufgabenstellung des NSFK hat sich auch nach Kriegsbeginn kaum etwas geändert.

#### Prüfungen
- A-Prüfung (ab 15 Jahre)
  - mindestens 30 Schulflüge, 5 Prüfungsflüge
  - Beherrschung des Geradeausfluges, Prüfung von einwandfreien Starts und Landungen
- B-Prüfung (ab 16 Jahre)
  - mindestens 20 Schulflüge, 5 Prüfungsflüge
  - Erlernen des Kurvenflugs
  - Prüfung von einwandfreien Kurvenflügen und Ziellandungen
- C-Prüfung (ab 17 Jahre)
  - Umschulung auf Übungssegelflugzeuge (Verfahren wie A und B)
  - mindestens 20 Schulflüge, 5 Prüfungsflüge
- Luftfahrerschein Klasse I (ab 18 Jahre)
  - Ausbildung zum Flugzeug-Schlepp, weiterführende Theorie mit dem Ziel zum Motorpiloten

### Fluggerät
Im Herbst 1933 wurde die aus der aufgelösten Rhön-Rossitten-Gesellschaft (RRG) hervorgegangene Deutsche Forschungsanstalt für Segelflug (DFS) mit der Überwachung und Organisation des deutschen Segelflugs beauftragt. Dazu gehörte auch die Prüfung und Entwicklung neuer Gleit- und Segelflugzeugmuster für den vormilitärischen Schulbetrieb. Bekanntester Vertreter der Gleitflugzeuge war der SG 38 (Schulgleiter 1938) als Nachfolger des SG 33 und SG 35. Jedes neue Fluggerät wurde durch die DFS geprüft, beurteilt und zugelassen, bevor ein RLM-Auftrag an den entsprechenden Hersteller vergeben wurde.
Aufgrund der zunehmenden Bedrohung durch alliierte Jagdflugzeuge ab Herbst 1943 mussten auch die Segelflugzeuge der NSFK-Gruppen mit Tarnanstrich versehen werden. Selbst Schulgleiter – mit olivgrünen Tarnflecken versehen – waren vor Beschuss in der Luft oder am Boden nicht sicher.

#### Produktionszahlen
Wurde zu Friedenszeiten noch reichlich in eigenen Werkstätten gebaut, startete nach Kriegsbeginn die Massenfertigung, um den rasant steigenden Bedarf zu decken. Bruch wurde nicht wiederaufgebaut, lediglich Beschläge und Teile der Wiederverwendung zugeführt.
Die industrielle Fertigung wurde vom RLM (Sonderausschuss F33) gesteuert, geplant und an Lizenznehmer (auch in den besetzten Gebieten) vergeben. So wurden in den Monaten Januar bis November 1944 von sieben Herstellern noch insgesamt 2.046 Gleit- und Segelflugzeuge an die NSFK-Nachschubstellen Worms und Trebbin ausgeliefert.
Im Einzelnen:
| Hersteller             | Sitz               | Fluggerät           | Stückzahl |
| ---------------------- | ------------------ | ------------------- | --------- |
| Pander & Zonen         | Den Haag           | SG 38               | 555       |
| Kärntner Flugzeugwerke | Spittal/Drau       | SG 38               | 200       |
| Schneider              | Grunau/Niederschl. | Grunau Baby II      | 595       |
| Peters Flugzeugbau     | Hohenelbe          | Grunau Baby II      | 537       |
| Ferdinand Schmetz      | Herzogenrath       | DFS Meise (Olympia) | 157       |
| Ferdinand Schmetz      | Herzogenrath       | DFS Habicht         | 8         |
| Jacobs-Schweyer        | Darmstadt          | DFS Weihe           | 18        |
| Beneš-Mráz             | Choceň/Böhmen      | DFS Kranich         | 156       |

Gesamtproduktionszahlen lassen sich ungefähr schätzen, gesichert sind folgende Ablieferungszahlen (Stand vom 30. Juni 1944):
| Fluggerät           | Stückzahl |
| ------------------- | --------- |
| SG 38               | 8.754     |
| Grunau Baby II      | 4.914     |
| DFS Meise (Olympia) | 804       |
| DFS Weihe           | 371       |
| DFS Habicht         | 578       |
| DFS Kranich         | 1.551     |
| Mü 17               | 23        |
| Mü 13               | 742       |

Insgesamt wurden 17.737 Gleit- und Segelflugzeuge produziert.

### Segelflug
Neben den 7 großen Reichssegelflugschulen standen den 17 NSFK-Gruppen bei Kriegsausbruch 1939 insgesamt 451 Segelfluggelände mit etwa 3.000 Fluglehrern zur Verfügung, auf denen etliche tausend Hitler-Jungen ihre erste Flugschulung erhielten. Bei etwa 1.500.000 Starts und Landungen wurden im Jahr 1939 bereits 40.299 A-, B- und C-Prüfungen abgelegt.

#### Reichssegelflugschulen
Zu den Reichssegelflugschulen schrieb der Chef des Führungsamtes des NS-Fliegerkorps Arno Kehrberg 1942: „Der fliegerische Nachwuchs, der so aus den Ausbildungsbetrieben dieser Segelflugübungsstellen heranwächst, wird, soweit er sich fliegerisch bewährt hat, als Auslese auf die Reichssegelflugschulen geschickt, die ebenfalls überall im Reiche errichtet sind. Hierzu gehören vor allem:
- die Reichssegelflugschule auf der Wasserkuppe, die „Fliegerburg der deutschen Jugend“, ferner
- die Reichssegelflugschule Eisenach,
- die Reichssegelflugschule Rossitten auf der Kurischen Nehrung in Ostpreußen,
- die Segelfliegerschule der Luftwaffe Neuhausen 2 über Königsberg/Pr.,
- die Reichssegelflugschulen Grunau im Riesengebirge in Schlesien,
- Hornberg in Württemberg,
- Spitzerberg bei Bad Deutsch-Altenburg a. d. Donau (bei Wien),
- Hummerich bei Kruft im Pellenzgau,
- Schwangau und
- Zell am See in den Alpen,
- Ith bei Hannover[10]
- Gitter (Schäferstuhl) bei Salzgitter am Harz,
- Grünz-Wartin in Pommern,
- Fischbek bei Hamburg,
- Trebbin bei Berlin
- Rhinow bei Rathenow,
- Laucha an der Unstrut,
- Borkenberge in der Nähe des Ruhrgebietes,
- der Hesselberg im Frankenland,
- Ballenstedt am Harz und
- die Teck an der Schwäbischen Alb.“

Sämtliche Einrichtungen waren Reichseigentum – die Grundstücke allerdings häufig nur gepachtet. Für „Nicht-NSFK-Mitglieder“ sowie Personen aus dem Ausland standen nur die Schulen Grunau, Ith und Sylt zur Verfügung. Alle anderen Plätze waren aus abwehrtechnischen Gründen für den genannten Personenkreis gesperrt.

### Modellflug
Mit dem Deutschen Jungvolk, Hitlerjugend und in den Stürmen des Fliegerkorps wurde auch Modellflug und der Selbstbau von Flugmodellen betrieben. Um hierfür die notwendigen Ausbilder zu schulen, wurden eigens drei Reichsmodellbauschulen, ab 1941 umbenannt in Reichsmodellflugschulen, gegründet. Zukünftige Ausbilder konnten dort verschiedene Kurse besuchen, sie mussten dazu über 20 Jahre alt und Angehöriger der Hitlerjugend oder des NS-Fliegerkorps sein. Die Reichsmodellbauschulen befanden sich in Rothenburg ob der Tauber, Lauenburg und Oschersleben.

## Nachkriegszeit
Das NFSK wurde mit dem Kontrollratsgesetz Nr. 2 Auflösung und Liquidierung der Naziorganisationen als nationalsozialistische Organisation verboten. Das Vermögen wurde eingezogen und die Wiedergründung untersagt. Die amtlichen Entlassungsscheine (D2-Scheine) der Alliierten hatten im letzten Absatz das NSFK als nicht zur Wehrmacht gehörenden paramilitärische Organisation gelistet.
Im Rahmen der Vorbereitungen zu den Nürnberger Prozess gegen die Hauptkriegsverbrecher wurde den US-amerikanischen Anklägern von den Richtern bei einer Anhörung klar dargelegt, dass für eine Verurteilung zu einer verbrecherischen Organisation, aufgrund der Folgen für die Beschäftigten, die Beweise über die Verstrickung der Organisation in Kriegsverbrechen und Verbrechen gegen die Menschlichkeit schwerwiegend sein müsse. Im Rahmen der Prüfung von 14 nationalsozialistischen Organisationen durch die Anklage wurde die Beweislast gegen das NSFK als nicht ausreichende für eine Verurteilung eingeschätzt und deshalb keine Anklage erhoben. Damit konnte eine spätere Anklage gegen Mitglieder des NSFK nur aufgrund individueller Verbrechen erfolgen, nicht aber aufgrund Zugehörigkeit zu einer verbrecherischen Organisation nach Kontrollratsgesetz Nr. 10. Der erste Korpsführer Friedrich Christiansen wurden nach dem Kriege als Kriegsverbrecher in den Niederlanden zu einer 12-jährigen Freiheitsstrafen verurteilt.

### Deutschland
Im Nachkriegsdeutschland wurde der Rentenanspruch der hauptamtlichen NSFK-Mitglieder wie vieler anderer NS-Funktionäre zur Kontroverse. In einem Schreiben des Schatzmeisters der NSDAP wurde das hauptamtliche Personal des NSFK 1943 dem Personal der NSDAP gleichstellt und in dessen Versorgungssystem eingefügt. Dies hätte aber nach 1945 einen Ausschluss dieser Beschäftigungszeit als rentenversicherungspflichtig bedeutet. Ehemalige Angehörige gründeten im Jahr 1949 bereits die „Interessengemeinschaft ehemaliger Fliegerkorpsangehöriger“, mit dem Zweck:

„… unter Wahrung parteipolitischer und konfessioneller Neutralität, die gesetzliche Anerkennung der aus den früheren Dienstverhältnissen entstandenen Rechte der Mitglieder auf Wiederverwendung und Versorgung gemäß Art. 131 Grundgesetz zu erwirken und die rechtlichen, wirtschaftlichen und beruflichen Interessen des in dem Verband organisierten Personenkreises zu vertreten, zu schützen und zu fördern, sowie bei dem Wiederaufbau der deutschen Luftfahrt mitzuhelfen. Er gliedert sich in 18 Bezirksstellen innerhalb des Bundesgebietes und West-Berlins.“

Im Jahr 1955 ging die Interessengemeinschaft dann im „Verband ehemaliger Fliegerkorpsangehöriger e. V.“ unter dem Vorsitz von Arno Kehrberg und Gustav Bengsch auf.
Streitigkeiten mit der Bundesversicherungsanstalt für Angestellte führten zu einem Musterprozess vor dem 1. Senat des Bundessozialgerichtes, der in seiner mündlichen Verhandlung vom 27. März 1957 dem Kläger Karl H. recht gab und bestätigte: „Der Kläger war pflichtversicherter Beschäftigter beim NSFK.“ Er war kein Beschäftigter der NSDAP, da das NSFK formaljuristisch unabhängig von der NSDAP war und es damit 1943 für die Weisung des Schatzmeisters keine Rechtsgrundlage gab.
Ein Großteil der ehemaligen Fluglehrer fand ab 1951 auf den Segelflugplätzen in West- als auch in Ostdeutschland wieder eine Beschäftigung als ehrenamtliche Ausbilder. Später bot auch die 1955 gegründete Bundeswehr wieder sichere Arbeitsplätze im Staatsdienst. Dieser weitgehend auch personell bruchfreie Übergang des Segelfliegens vom Nationalsozialismus ins Nachkriegsdeutschland ohne bisherige Aufarbeitung war einer der Gründe, warum eine Anerkennung des Segelfluges auf der Wasserkuppe als immaterielles Kulturerbe der UNESCO, den die Gesellschaft zur Förderung des Segelfluges auf der Wasserkuppe gestellt hatte, bisher verweigert wurde.
Mit dem NS-Abwicklungsgesetz 1963 wurde für alle hauptamtlichen Beschäftigten nationalsozialistischer Organisationen ein Rentenanspruch aus ihrer dortigen Tätigkeit eingeführt und sie wurden insofern mit den Angestellten der NSFK gleichgestellt. Das Gesetz war umstritten, auch weil es nach Meinung einiger dem Kontrallratsbeschluss widersprach, der eine Entschädigung von Angehörigen nationalsozialistischer Organisationen aus dem eingezogenen Vermögen explizit ausschloss.

### Österreich
Im Verfassungsgesetz vom 8. Mai 1945 (Verbotsgesetz) wurden  in § 4 auch die Angehörigen des NSFK (wie des NSKK) unter den "verbotenen Wehrverbänden"  erfasst.
Ehemaligen Angehörigen mit österreichischer Staatsbürgerschaft war es nach 1955 verboten in den Streitkräften zu dienen, wenn sie im NSFK, als nazistischer Organisation, den Dienstgrad Untersturmführer oder höher erreicht hatten. Entsprechende Bestimmungen wurden 1955 in den Österreichischen Staatsvertrag in Artikel 12 aufgenommen.